# Перон (кантон)
Перон (фр. Péronne) — кантон во Франции, находится в регионе О-де-Франс, департамент Сомма. Входит в состав одноимённого округа.

## История
До 2015 года в состав кантона входили коммуны:
Аллен, Барлё, Бри, Бувенкур-ан-Вермандуа, Бушавен-Бержан, Бьяш, Бюир-Курсель, Бюссю, Виллер-Карбоннель, Дуэн, Картиньи, Клери-сюр-Сом, Мениль-Брёнтель, Муален, Нюрлю, Перон, Фёйер, Флокур, Эзкур-ле-О, Эстре-Мон, Этерпиньи.
В результате реформы 2015 года   состав кантона был изменен. В него вошли упраздненные кантон Комбль и Руазель.

## Состав кантона с 22 марта 2015 года
В состав кантона входят коммуны (население по данным Национального института статистики за 2018 г.):
- Аллен (454 чел.)
- Ам-Монакю (131 чел.)
- Анкур (90 чел.)
- Ардекур-о-Буа (84 чел.)
- Барлё (233 чел.)
- Берн (352 чел.)
- Бри (331 чел.)
- Бувенкур-ан-Вермандуа (148 чел.)
- Бушавен-Бержан (287 чел.)
- Бьяш (384 чел.)
- Бюир-Курсель (227 чел.)
- Бюссю (213 чел.)
- Виллер-Карбоннель (348 чел.)
- Виллер-Фокон (566 чел.)
- Врень-ан-Вермандуа (139 чел.)
- Гедекур (94 чел.)
- Гийанкур-Солькур (140 чел.)
- Гиймон (134 чел.)
- Девиз (52 чел.)
- Дриянкур (91 чел.)
- Дуэн (1 415 чел.)
- Женши (63 чел.)
- Картиньи (730 чел.)
- Клери-сюр-Сом (534 чел.)
- Комбль (756 чел.)
- Лебёф (177 чел.)
- Лонгавен (82 чел.)
- Лонгваль (270 чел.)
- Льерамон (221 чел.)
- Марке (197 чел.)
- Мениль-ан-Арруэз (124 чел.)
- Мениль-Брёнтель (288 чел.)
- Морпа (204 чел.)
- Муален (1 177 чел.)
- Нюрлю (380 чел.)
- Пёйи (115 чел.)
- Перон (7 595 чел.)
- Ранкур (189 чел.)
- Ронсуа (588 чел.)
- Руазель (1 604 чел.)
- Сайи-Сайизель (479 чел.)
- Сорель (162 чел.)
- Тамплё-ла-Фос (138 чел.)
- Тамплё-ле-Герар (179 чел.)
- Тенкур-Букли (351 чел.)
- Фен (277 чел.)
- Фёйер (150 чел.)
- Флер (197 чел.)
- Флокур (290 чел.)
- Эдикур (514 чел.)
- Эзкур-ле-Ба (55 чел.)
- Эзкур-ле-О (66 чел.)
- Эканкур (299 чел.)
- Эпеи (1 137 чел.)
- Эрвийи (189 чел.)
- Эрбекур (211 чел.)
- Эсбекур (57 чел.)
- Эстре-Мон (600 чел.)
- Этерпиньи (163 чел.)
- Этрикур-Мананкур (532 чел.)

## Политика
На президентских выборах 2022 г. жители кантона отдали в 1-м туре Марин Ле Пен 41,7 % голосов против 25,0 % у Эмманюэля Макрона и 13,4 % у Жана-Люка Меланшона; во 2-м туре в кантоне победила Ле Пен, получившая 59,7 % голосов. (2017 год. 1 тур: Марин Ле Пен – 36,8 %, Эмманюэль Макрон – 17,8 %, Франсуа Фийон – 17,1 %, Жан-Люк Меланшон – 16,6 %; 2 тур: Ле Пен – 54,3 %. 2012 год. 1 тур: Марин Ле Пен – 27,8 %, Франсуа Олланд – 25,8 %, Николя Саркози – 24,0 %; 2 тур: Олланд – 54,3 %).
С 2021 года кантон в Совете департамента Сомма представляют вице-мэр коммуны Руазель Кристоф Булонь (Christophe Boulogne) и бывший мэр города Перон Валери Кюм (Valérie Kumm) (Социалистическая партия).
|                | Кандидаты                   | Партия                   | Первый тур | Первый тур     | Второй тур | Второй тур |
| Кол-во голосов | Кандидаты                   | Партия                   | % голосов  | Кол-во голосов | % голосов  |            |
| -------------- | --------------------------- | ------------------------ | ---------- | -------------- | ---------- | ---------- |
|                | Кристоф Булонь Валери Кюм   | Левый блок               | 1 760      | 22,70          | 4 035      | 55,06      |
|                | Яэль Менаш Дамьен Рьё       | Национальное объединение | 2 446      | 31,55          | 3 293      | 44,94      |
|                | Филипп Варле Северин Мордак | Правый блок              | 1 600      | 20,64          |            |            |
|                | Венсан Морган Анник Эстьян  | Разные левые             | 1 204      | 15,53          |            |            |
|                | Мишель Даван Селин Леклер   | Прочие                   | 743        | 9,56           |            |            |

|                | Кандидаты                   | Партия                  | Первый тур | Первый тур     | Второй тур | Второй тур |
| Кол-во голосов | Кандидаты                   | Партия                  | % голосов  | Кол-во голосов | % голосов  |            |
| -------------- | --------------------------- | ----------------------- | ---------- | -------------- | ---------- | ---------- |
|                | Филипп Варле Северин Мордак | Правый блок             | 3 248      | 30,95          | 5 154      | 50,92      |
|                | Соня Френуа Матьё Юг        | Национальный фронт      | 4 452      | 42,42          | 4 967      | 49,08      |
|                | Дельфин Бертонне Готье Ма   | Социалистическая партия | 2 794      | 26,62          |            |            |

|  | Кандидат       | Партия                    | % голосов |
|  | -------------- | ------------------------- | --------- |
|  | Пьер Линеат    | Социалистическая партия   | 55,88     |
|  | Жан-Поль Бюир  | Союз за народное движение | 25,29     |
|  | Дени Шарпентье | Разные левые              | 10,33     |
|  | Дидье Малакен  | Национальный фронт        | 8,49      |